# Freipfeifenprospekt

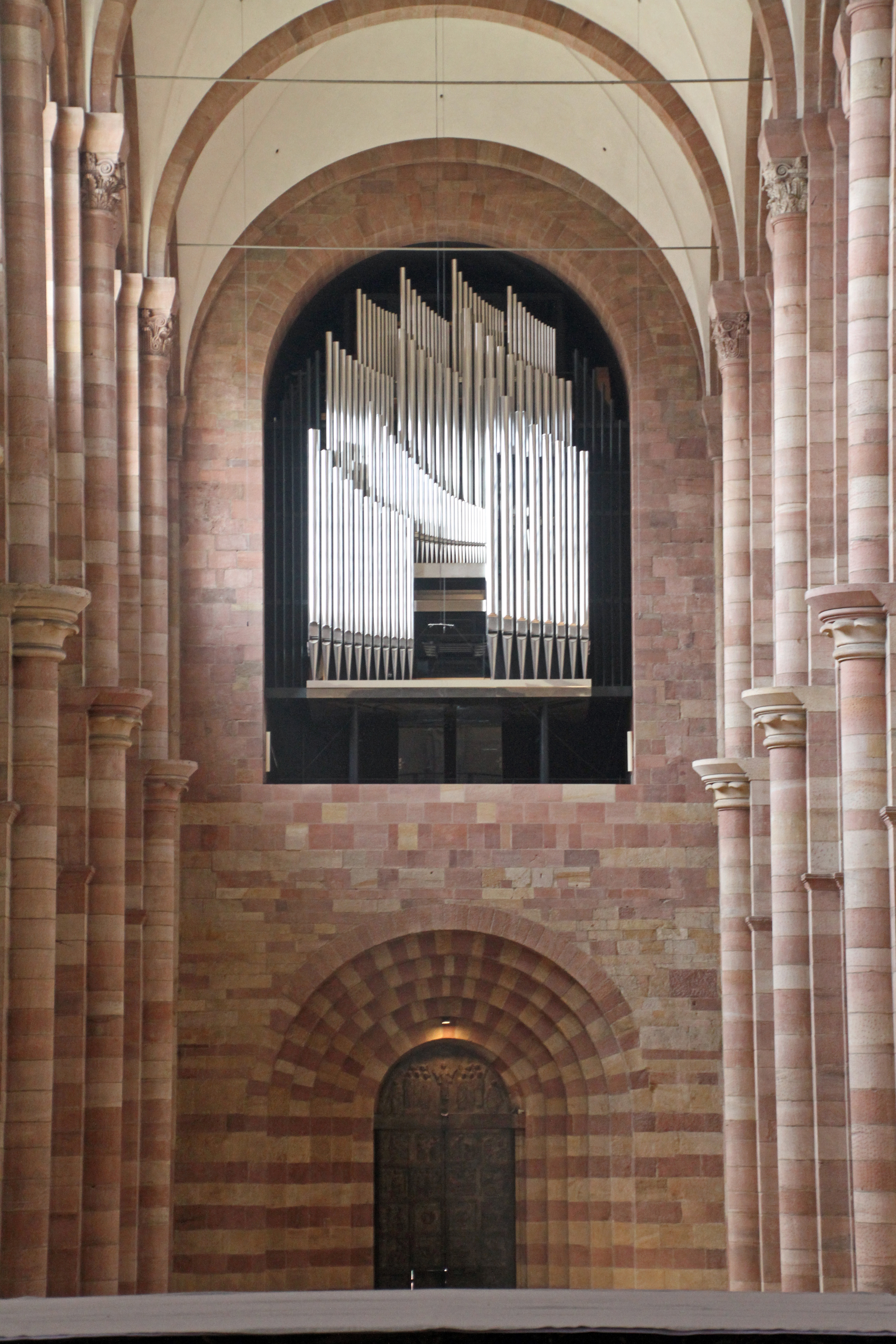
Orgel des Speyerer Doms mit einem Freipfeifenprospekt, 2011. (Hinter den Prospektpfeifen verfügt die Orgel über ein klassisches Vollgehäuse, es ist also keine gehäuselose Orgel.)

Freipfeifenprospekt ist ein Begriff aus dem Bereich Orgelbau, mit dem im engeren Sinn Orgeln beschrieben werden, deren Prospekt nicht durch sichtbare Rahmenarchitektur gegliedert wird, sondern ausschließlich aus Pfeifen besteht. 
Im weiteren, umgangssprachlichen Sinn bezeichnet der Begriff zudem auch Orgeln, die (ggf. zusätzlich) über kein traditionelles geschlossenes Gehäuse verfügen – sog. gehäuselose Orgeln. 

## Geschichte
Im Orgelbau ist es spätestens seit der Gotik üblich, dem Werk ein schmückendes Gehäuse mit einer aufwändig gestalteten Schauseite, dem sogenannten Prospekt, zu geben. Die Gliederung bzw. der Aufbau des Prospekts spiegelte zudem häufig die Anordnung der einzelnen Teilwerke eines Instruments wider.
Im Laufe des 19. Jahrhunderts löste sich die Prospektgestaltung von dem dahinter befindlichen Orgelwerk und wurde nicht zuletzt aus Rationalisierungsgründen immer schlichter. Es wurden oft nur noch freie, flächenhafte Schauseiten gestaltet, die mit Holzelementen eine geringfügige Gliederung erhielten (oft orientiert an den verschiedenen architektonischen Stilen des Historismus). Auch diese gestalterischen Elemente verschwanden immer mehr und eine Gestaltung in Türmen und Feldern, gruppiert mit reinen Schaupfeifen, wurde zur Standardform. Ab den 1850er Jahren tauchen in England die ersten Orgeln auf, deren Prospekt nur noch aus Pfeifen, ohne rahmende Gehäuseteile besteht. Diese Art der Prospektgestaltung wurde ab etwa 1900 auch auf dem kontinentalen Festland immer beliebter (auch als ästhetische Gegenströmung zur Formensprache des Historismus) und blieb bis nach 1950 vorherrschend.
Eine Extremform des Freipfeifenprospektes stellen in diesem Zusammenhang die sog. gehäuselosen Orgeln dar, wie sie ab 1925 insbesondere durch die Firma Klais entwickelt wurden. Diese Orgeln besitzen weder ein Gehäuse noch einen Prospekt im engeren Sinn, sondern die Pfeifen stehen völlig offen und sichtbar auf den Windladen; die räumliche Anordnung aller Pfeifen der Orgel wird als Gestaltungselement verwendet. Es handelt sich sozusagen um eine konsequente Anwendung des Prinzips „form follows function“ auf die Orgel. Bei solchen Orgeln stehen oft kleine Register in erster Reihe, während die Größe nach hinten zunimmt. Ein häufiges Gestaltungsmerkmal sind auch "Sträuße" aus Zungenbechern, meist aus geflammtem Kupfer, welche wie Fontänen hinter anderen Pfeifenreihen hervorsprießen. Auf diese Weise wird ein sehr plastischer Raumeindruck geschaffen, der das Innenleben der Orgel vollständig zeigt.
Neben Klais erbauten auch andere Firmen Orgeln mit einem solchen Prospekt. Hierzu gehören Anton Feith (Paderborn), Hugo Mayer (Heusweiler) sowie Michael Weise (Plattling). Beeindruckende Vertreter dieses Prospekttypes finden sich in der Herz-Jesu-Kirche Ludwigshafen und im Frankfurter Dom.

## Beispiele (Auswahl)

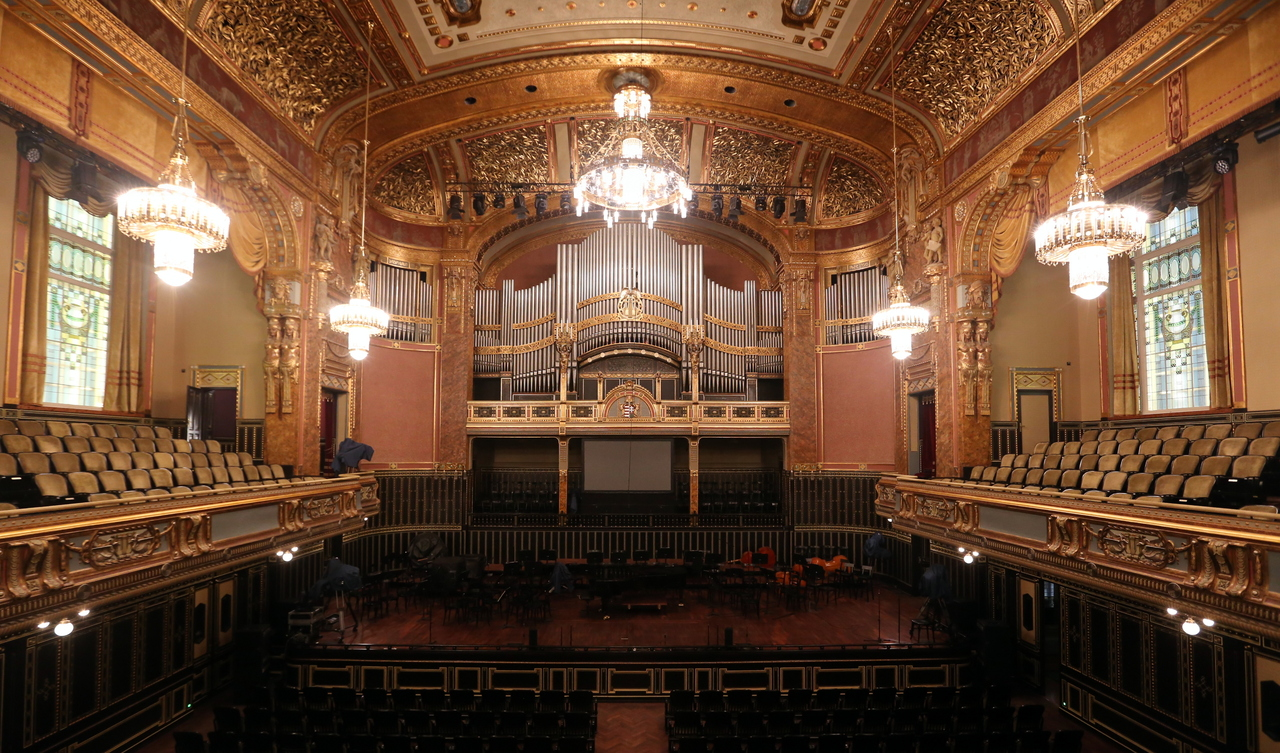
Franz-Liszt-Musikakademie in Budapest, 1907
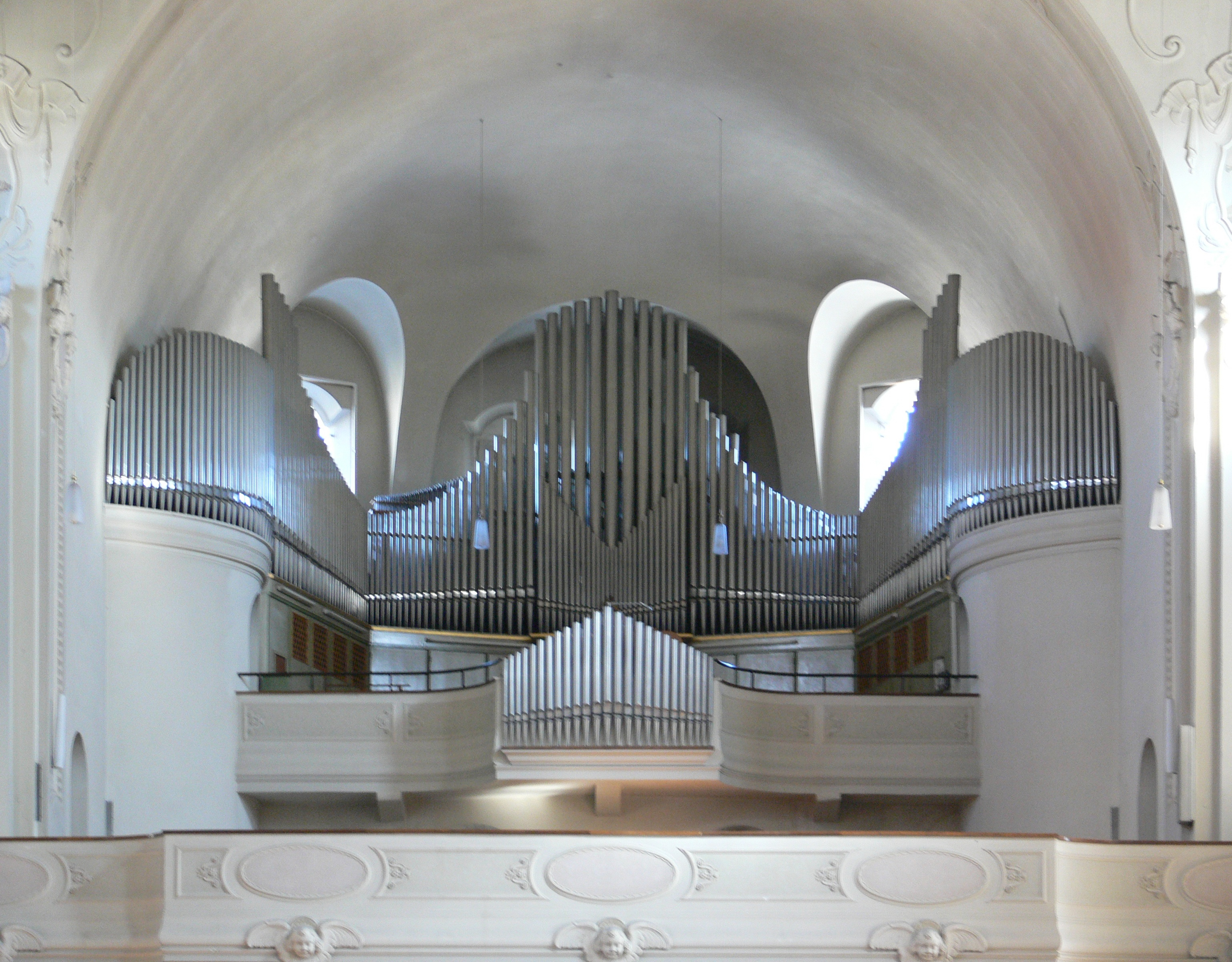
St. Peter und Paul in Lindenberg im Allgäu, 1934
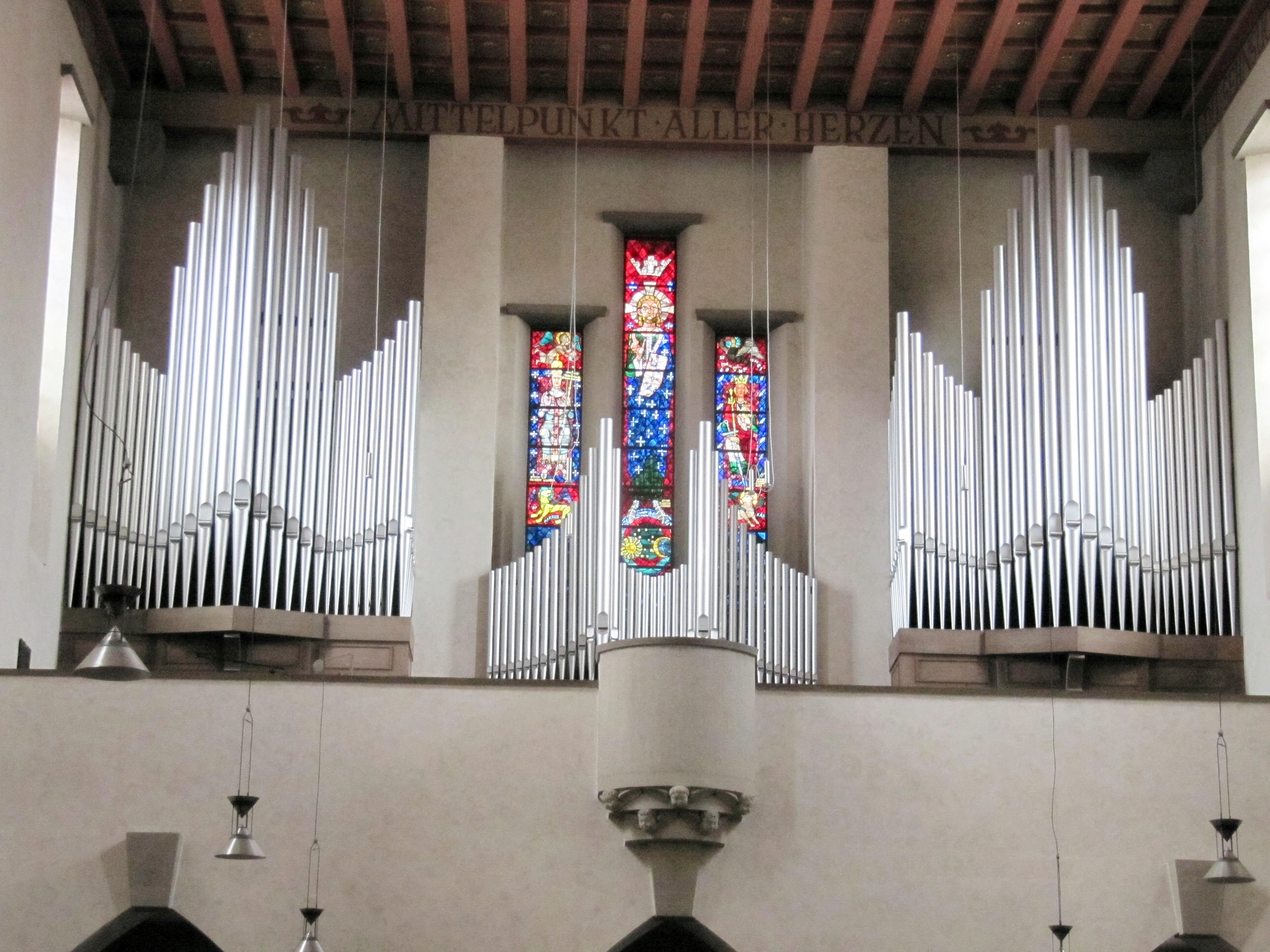
Herz-Jesu-Kirche in Regensburg, 1936
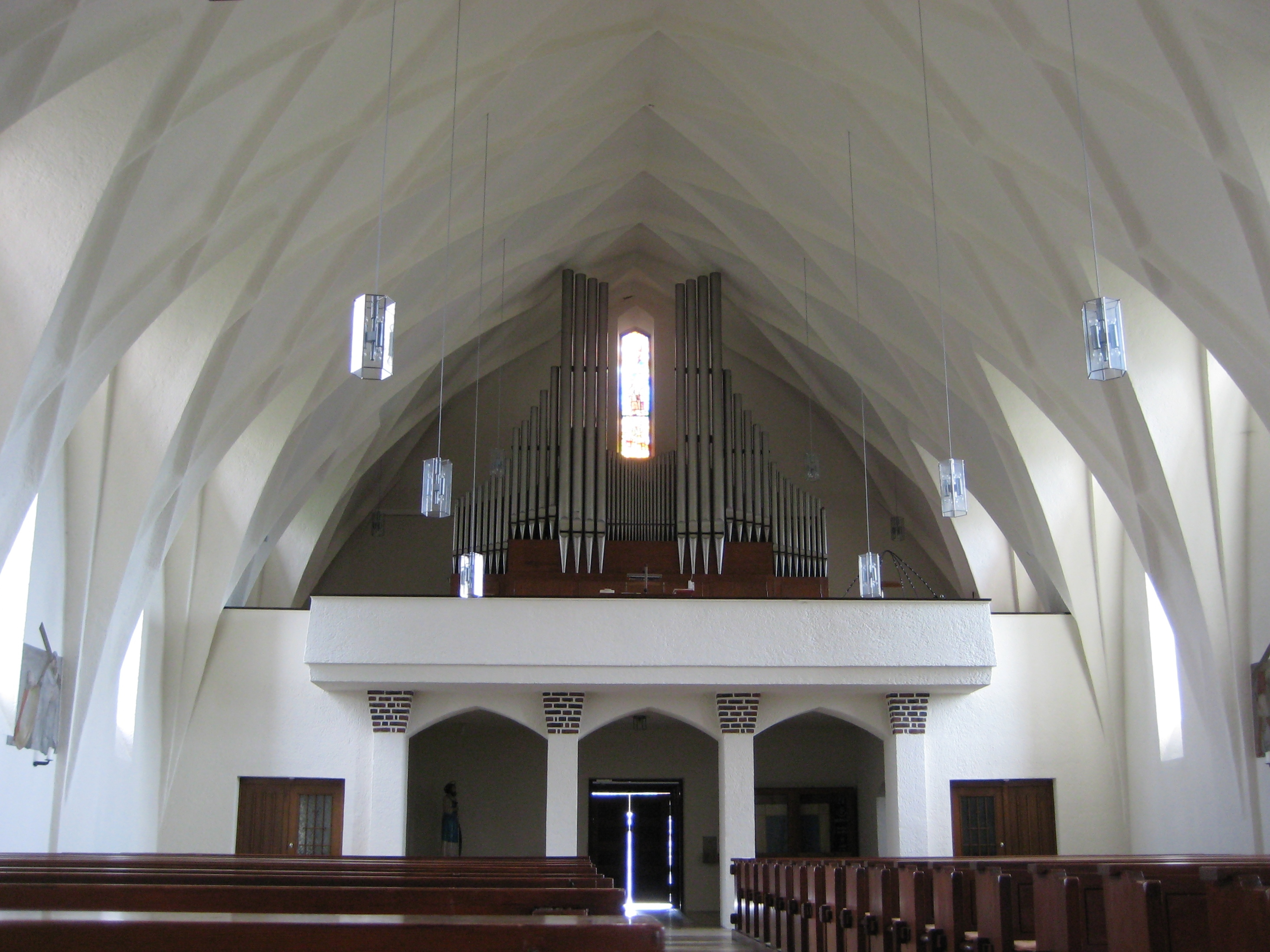
St. Josef in Passau, 1936
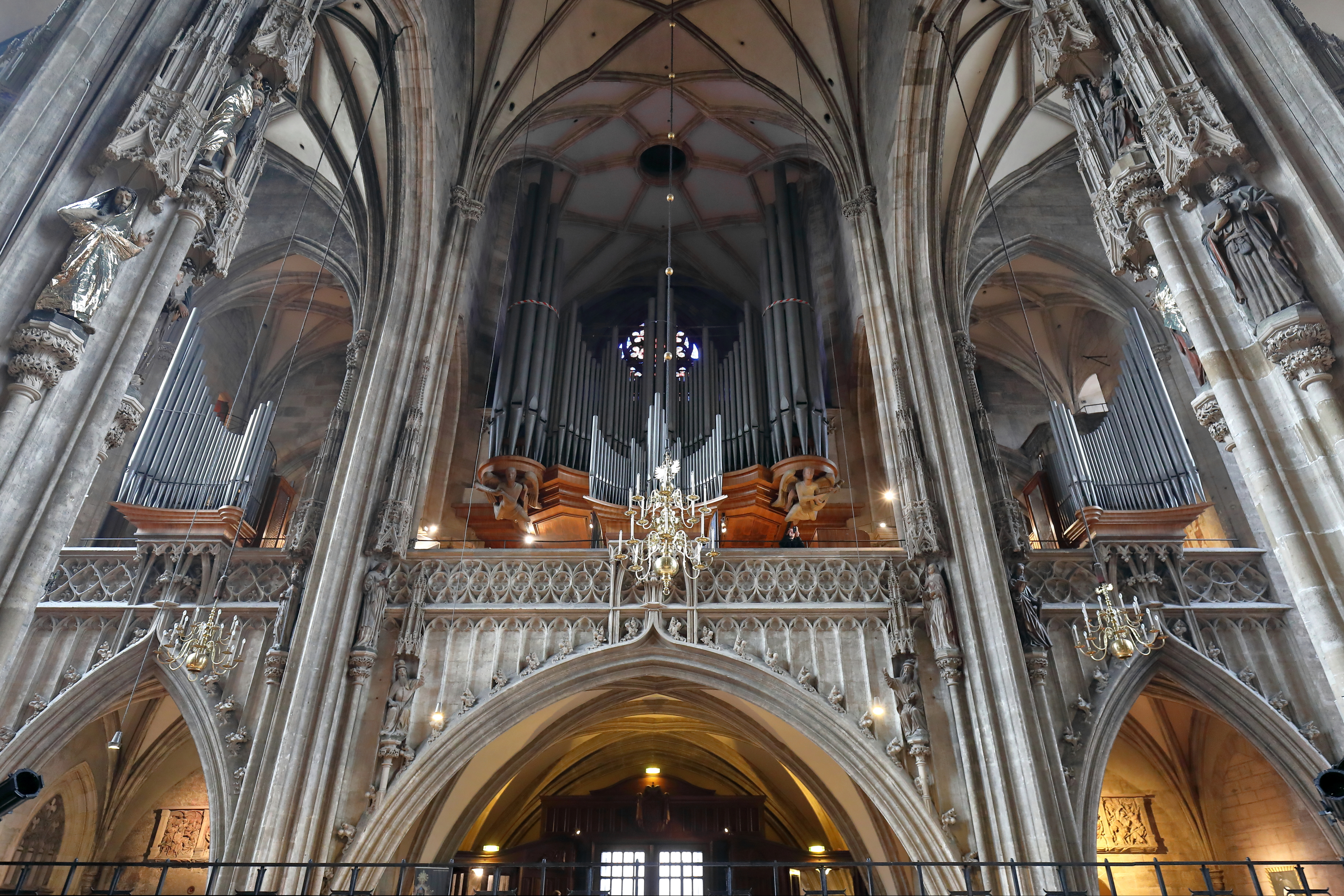
Kauffmann-Orgel, Stephansdom in Wien, 1960
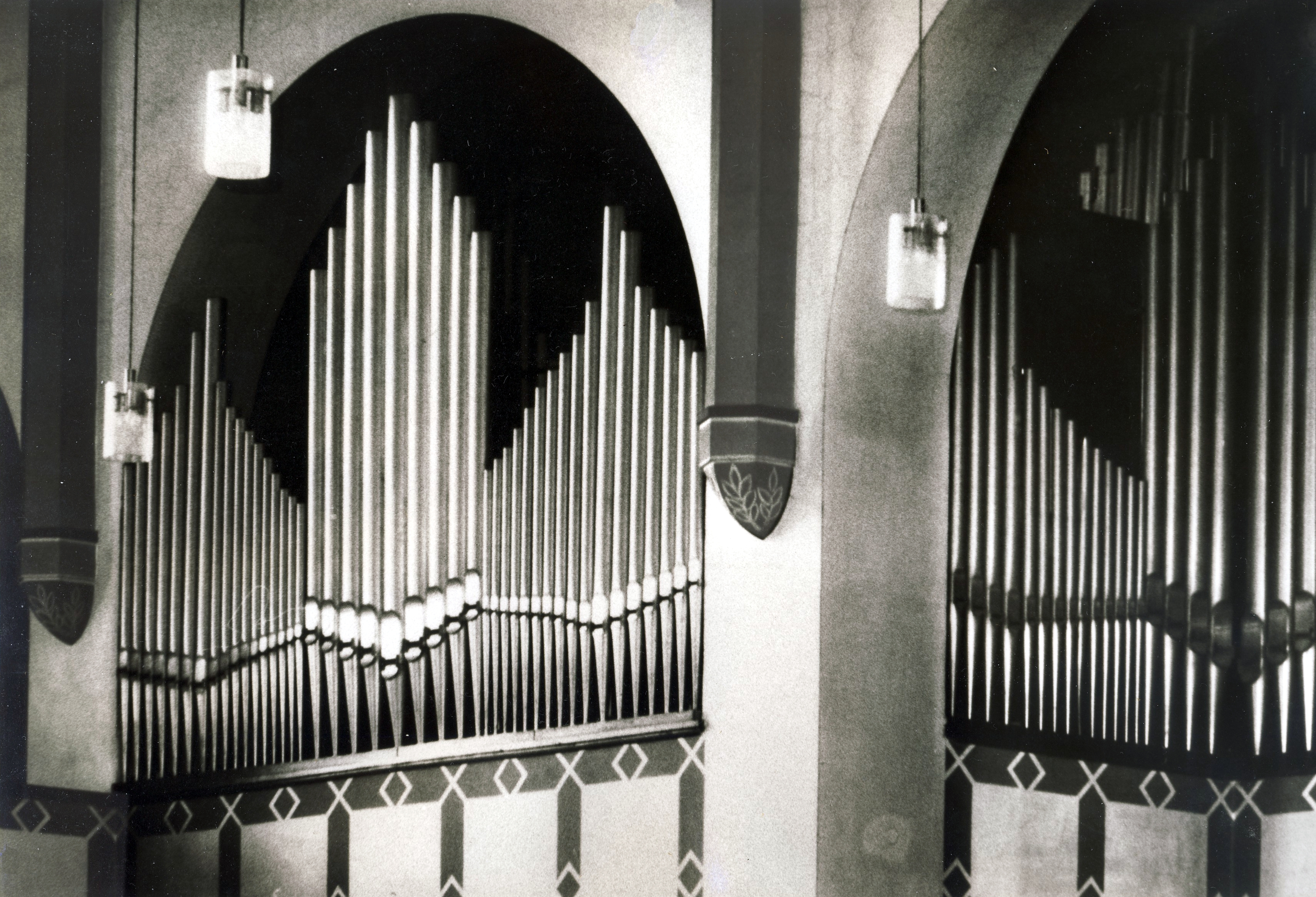
Alte Orgel, Pfarrkirche St. Mauritius, in Mülheim-Kärlich, 1973
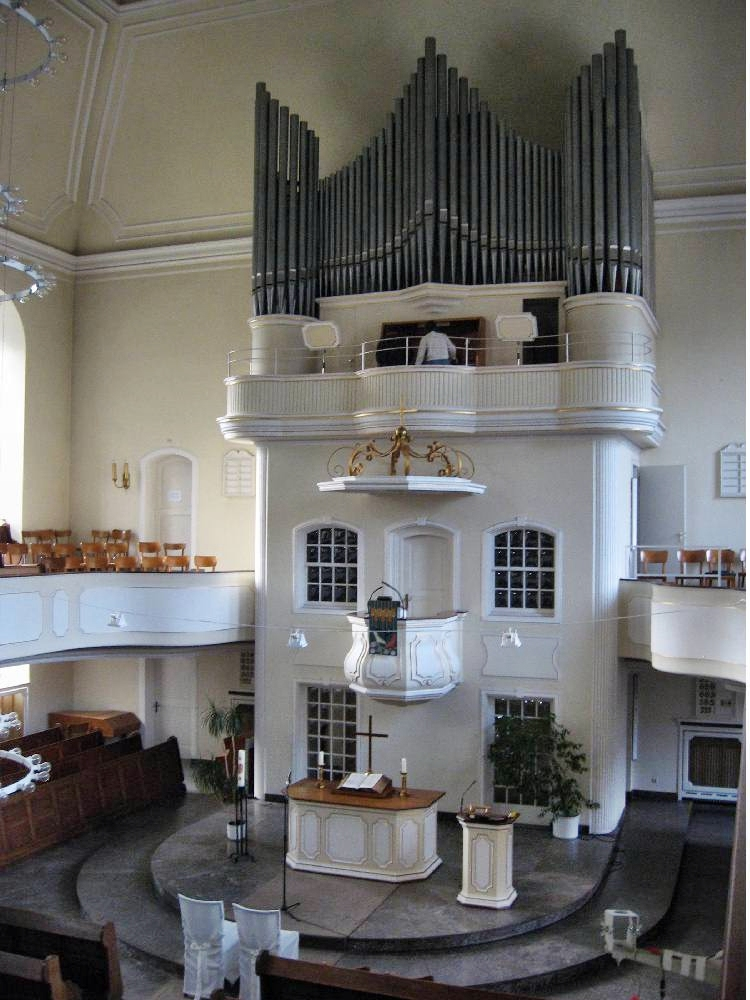
Eine scheinbar durchgehende, geschwungene Pfeifenfläche bildet zugleich angedeutete Rundtürme, Flachfelder und einen Spitzturm
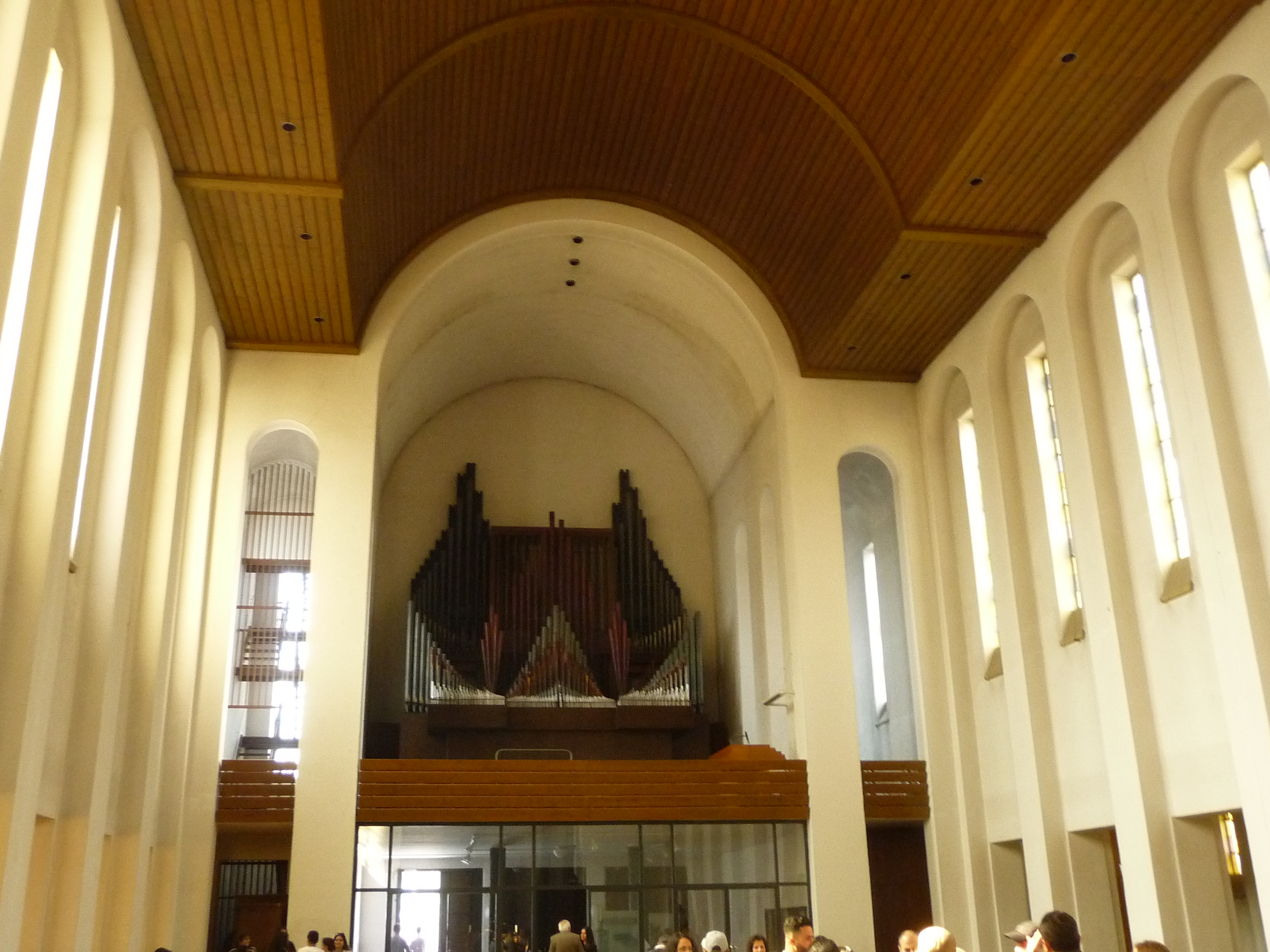
Die Klais-typische Sonderform der gehäuselosen Orgel in der Herz-Jesu-Kirche Ludwigshafen (1932)
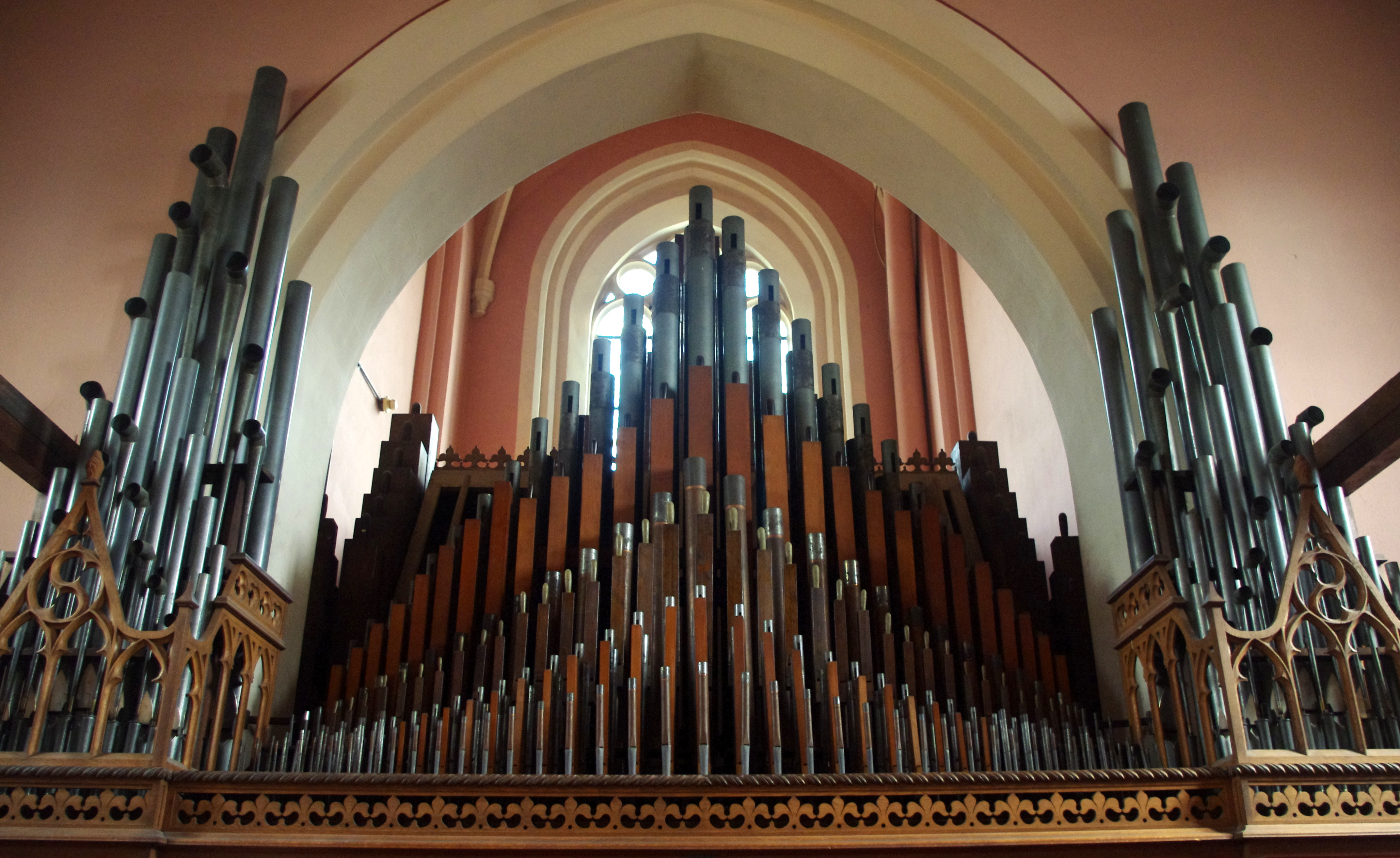
Offene Orgel ohne Prospektpfeifen (1934) in der St. John the Evangelist Church (Covington, Kentucky)
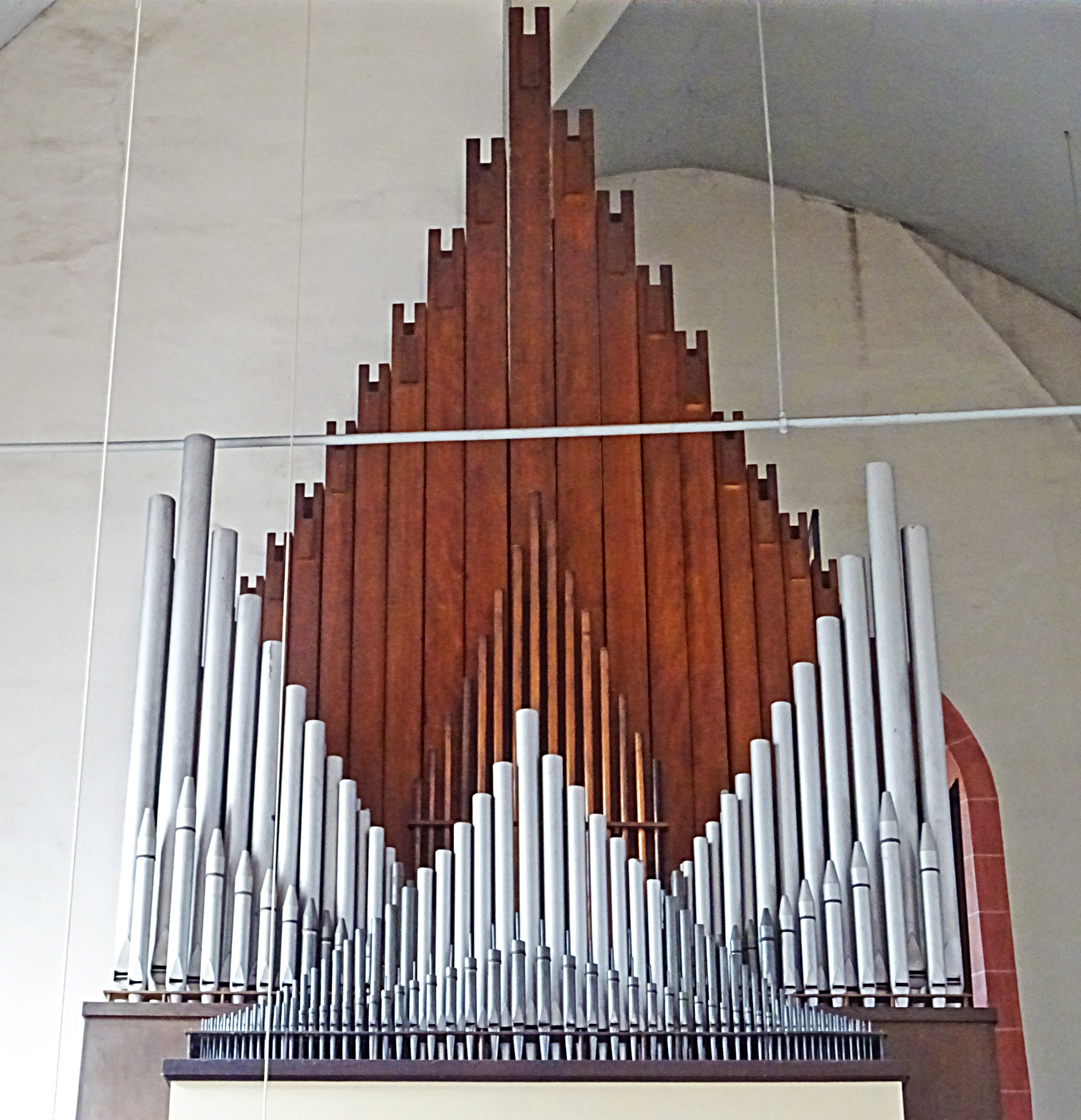
Nahansicht der Klais-typischen Prospektform in St. Laurentius Erfurt
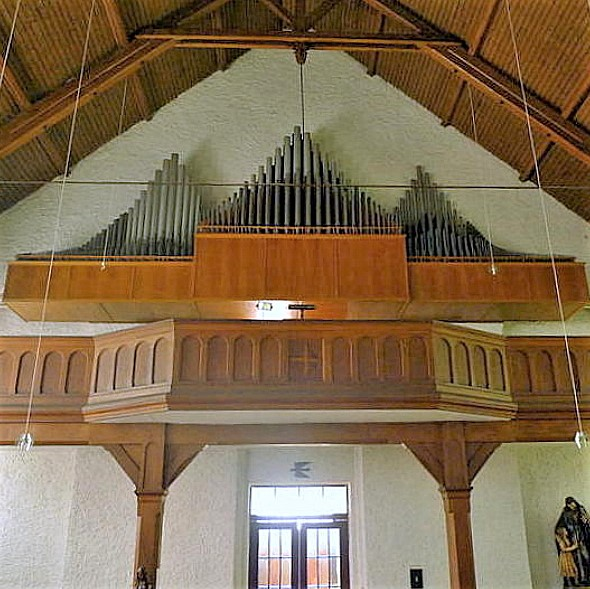
Gehäuselose Mayer-Orgel in Maybach
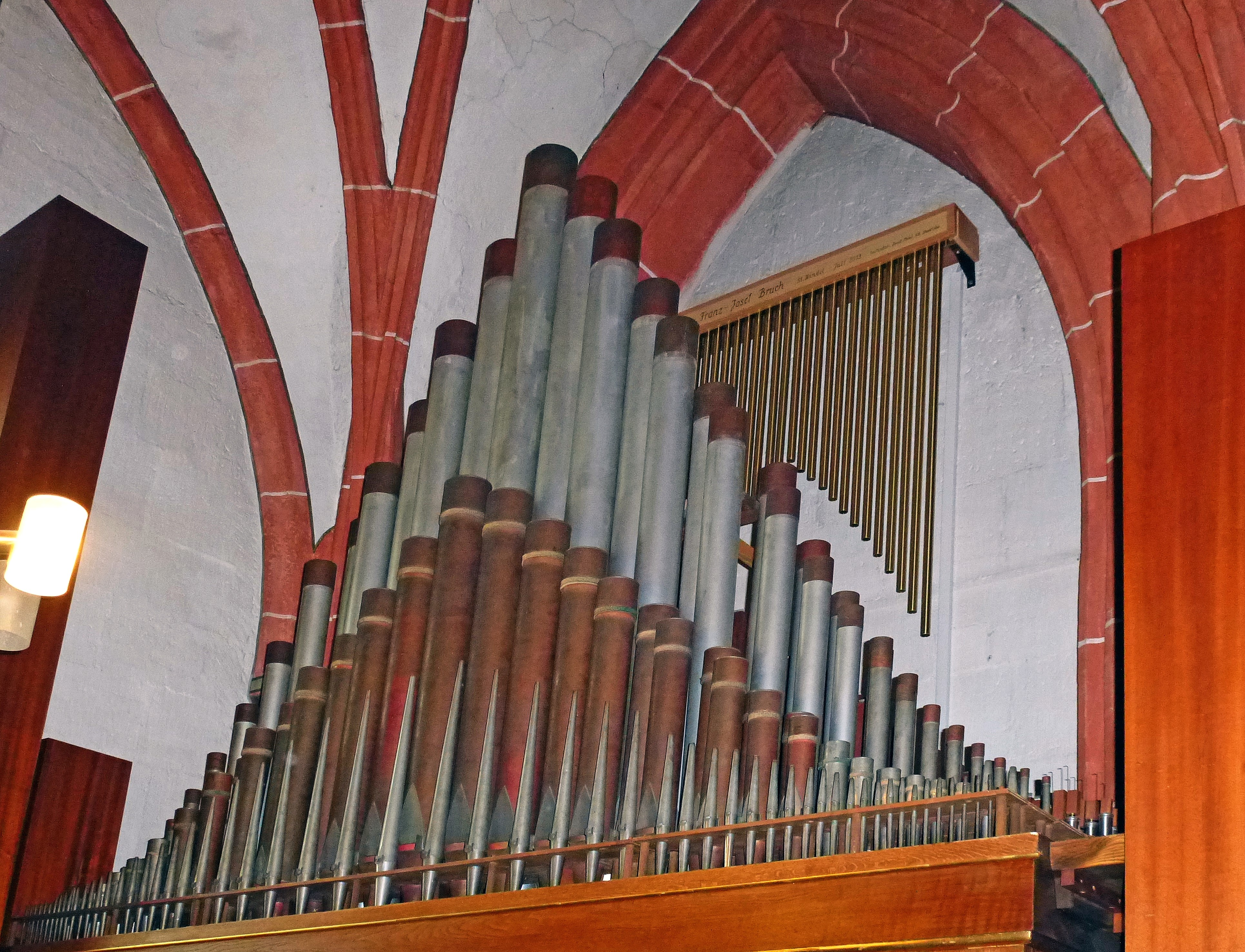
Detailansicht in der Wendalinusbasilika in St. Wendel (1934)